# III (álbum de S.O.S. Band)
III é o terceiro álbum da banda The S.O.S. Band lançado pela Tabu em outubro de 1982; O álbum foi produzido por  Ricky Sylvers and Gene Dozier.

## História
O álbum alcançou o número 27 na parada R&B albums. Também atingiu o número 172 na Billboard 200. O álbum rendeu dois singles que entraram na parada Billboard R&B, "High Hopes" e "Have It Your Way", cada um atingindo os números 25 e 57 respectivamente. "High Hopes" também atingiu o número 49 da parada Hot Dance Club Play. O terceiro single, "Groovin' (That's What We're Doin')", conseguiu chegar ao número 47 na parada Hot Dance Club Play e número 72 na UK Singles Chart.
"High Hopes" é notável por ser a primeira colaboração entre o grupo e os produtores Jimmy Jam and Terry Lewis, que viriam a escrever e produzir diversos sucessos para o grupo. O álbum foi digitalmente remasterizado e relançado em CD com faixas bônus em 2013 pela Demon Music Group.

## Faixas
| Lado um |                                   |         |  |
| N.º     | Título                            | Duração |  |
| 1.      | "Can't Get Enough"                | 5:45    |  |
| 2.      | "High Hopes"                      | 6:29    |  |
| 3.      | "Have It Your Way"                | 5:07    |  |
| 4.      | "Your Love (It's the One for Me)" | 5:18    |  |

| Lado dois |                                      |         |  |
| N.º       | Título                               | Duração |  |
| 5.        | "Good & Plenty"                      | 4:24    |  |
| 6.        | "Looking for You"                    | 4:27    |  |
| 7.        | "These Are the Things"               | 4:47    |  |
| 8.        | "You Shake Me Up"                    | 4:00    |  |
| 9.        | "Groovin' (That's What We're Doin')" | 4:28    |  |

| faixas bônus remasterizadas em 2013 |                                                        |         |  |
| N.º                                 | Título                                                 | Duração |  |
| 10.                                 | "High Hopes" (Edit)                                    | 5:30    |  |
| 11.                                 | "Good & Plenty" (7" Version)                           | 3:56    |  |
| 12.                                 | "Good & Plenty" (12" Version)                          | 5:29    |  |
| 13.                                 | "Groovin' (That's What We're Doin')" (Special Version) | 5:31    |  |
| 14.                                 | "Your Love (It's the One for Me)" (US 12" Version)     | 6:14    |  |

## Músicos
The S.O.S. Band
- Mary Davis – vocais, background vocals
- Jason Bryant – teclados, vocoder, vocais, background vocals
- Abdul Ra'oof – trumpete, flugelhorn, percussão, vocais, background vocals
- Billy Ellis – saxofone
- John Simpson – baixo, background vocals
- Bruno Speight – guitarra, background vocals
- Jerome "JT" Thomas – bateria, percussão
- Willie "Sonny" Killebrew – saxofone

Músicos adicionais
- William Shelby, Leon F. Sylvers III, Joey Gallo – teclados
- Crystal McCarey, Ricky Sylvers, Gene Dozier – background vocals

## Produção
- Ricky Sylvers, Gene Dozier – produtores
- Leon F. Sylvers – produtor executivo
- Ron Christopher – engenheiro de gravação
- Steve Hodge – engenheiro de gravação, engenheiro de mixagem
- Wally Traugott – engenheiro de masterização
- Diem Jones – fotografia
- Jones & Armitage – design

## Paradas
Albums
| Parada (1982)               | Pico |
| --------------------------- | ---- |
| U.S. Billboard 200          | 172  |
| U.S. Billboard Black Albums | 27   |

Singles
| Ano  | Single                               | Pico   | Pico   | Pico |
| Ano  | Single                               | US R&B | US Dan | UK   |
| ---- | ------------------------------------ | ------ | ------ | ---- |
| 1982 | "High Hopes"                         | 25     | 49     | —    |
| 1983 | "Have It My Way"                     | 57     | —      | —    |
| 1983 | "Groovin' (That's What We're Doin')" | —      | 47     | 72   |